# Порт (фильм, 1975)
«Порт» — советский художественный фильм 1975 года, снятый режиссёром Юрием Чёрным на Одесской киностудии.

## Сюжет
Молодую разведчицу Тоню Марченко отправляют в черноморский порт, чтобы предотвратить его уничтожение гитлеровцами. В порту Тоня привлекает внимание шефа гестапо Штуммера, который пытается использовать её для своих целей, наводя на след фальшивого подпольщика Лугового, работающего на фашистов. Штуммер надеется обмануть подпольщиков, однако его план проваливается, когда он неосторожно раскрывает время взрыва советскому разведчику Фомичу. В решающий момент Тоня, Фомич и партизаны объединяются для спасения порта от разрушения.

## В ролях
- Светлана Суховей — Тоня Марченко (озвучивание: Людмила Максакова)
- Борис Никифоров — Андрей Николаевич Котельников
- Владимир Сичкарь — Штуммер
- Николай Слёзка — Фёдор Михайлович Бирюков
- Григоре Григориу — Леон Петреску
- Виктор Бурхарт — Фолькинец
- Рогволд Суховерко — полковник Савицкий
- Виталий Розстальный — Луговой
- Николай Мерзликин — капитан Корнев
- Александр Белина — Мирон
- Юрий Дубровин — Вилли Штам
- Виктор Кондратюк — Яков
- Вадим Вильский — Егор
- Александр Стародуб — Виктор
- Виктор Полищук — Полищук
- Ольгерт Кродерс — штандартенфюрер
- Е. Бондаренко — эпизод
- Геннадий Болотов — пленный
- Генрих Осташевский — Виктор Петрович Кравчук
- Хейно Мандри — хозяин ресторана
- Г. Масанова — эпизод
- Борис Савельев — эпизод
- Евгений Филатов — немецкий офицер
- Юрий Тавров — подпольщик
- Василий Яковец — эпизод
- Леонид Петренко — эпизод
- Г. Клейзмер — эпизод
- Сергей Подгорный — Андрей Соколов
- Юлиан Пыслару — эпизод
- Андрей Думиника — господин в ресторане
- Владимир Жариков — эпизод
- Игорь Класс — немецкий офицер
- Сергей Кустов — эпизод
- Рудольф Мухин — эпизод

## Съёмочная группа
- Режиссёр-постановщик: Юрий Чёрный
- Сценарист: Александр Воинов
- Оператор-постановщик: Николай Ильчук
- Композитор: Виктор Власов
- Художник-постановщик: Муза Панаева